# 古賀廉造

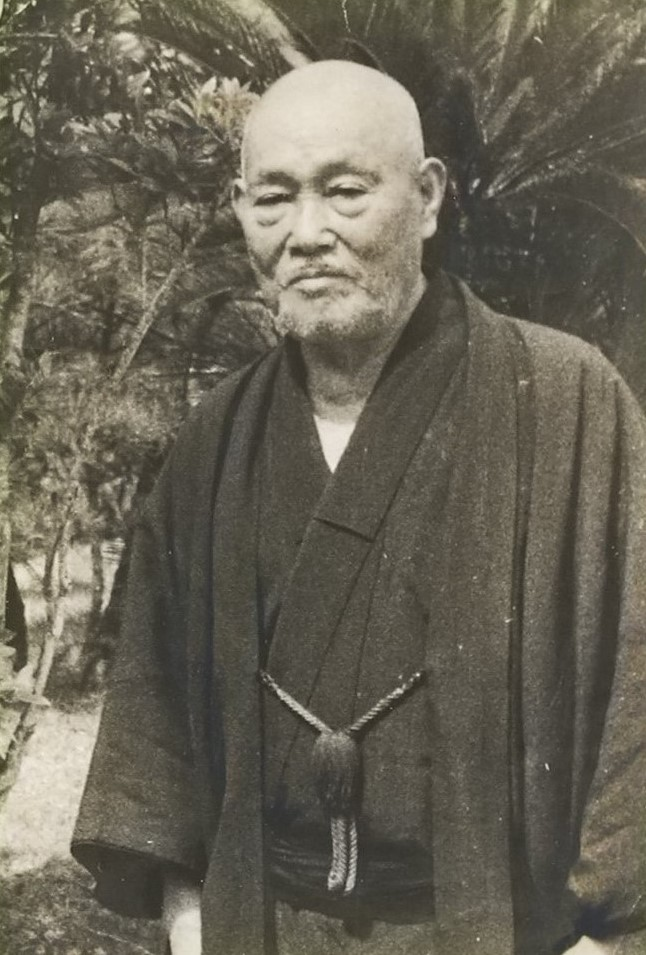
古賀廉造

古賀 廉造（こが れんぞう、1858年3月1日（安政5年1月16日） - 1942年（昭和17年）10月11日）は、日本の裁判官、検察官、刑法学者。大審院検事、判事。法学博士。法典調査会刑法起草委員。貴族院勅選議員。原敬に引き立てられ出世したが、阿片密売の罪で失脚した。相場も好きで、金山購入で大損害も出した。

## 生涯
佐賀県士族古賀源吾の長男として、1858年（安政5年）1月1日出生。1874年（明治7年）、佐賀の乱で蜂起。内務卿大久保利通と通じていた裁判担当の河野敏鎌権大判事は殆ど裁判もせず江藤新平ら11名を首謀者として死刑にするが、古賀は処分を逃れる。1885年に家督を相続。翌年、司法省法学校を卒業し、法学博士となる。東京地方裁判所同控訴院、大審院で検事、判事を勤めたのち、警保局長。1889年、ドイツ・フランスに派遣。1901年から1902年、帝国議会の刑法改正委員会に司法省民刑局長倉富勇三郎、石渡敏一とともに政府委員として随行し現行の日本の刑法（明治40年4月24日法律第45号）の成立に深く関わる。1906年の質屋取締法改正には反対演説をし、他新聞紙条例改正、1908年の未成年者飲酒禁止法改正の各委員会に内務省警保局長として関わる。長男が日本郵船の社長白仁武の娘與代と結婚。
1912年（大正元年）、貴族院議員に勅撰。警保局長在任中の1913年、中華民国紙幣偽造事件に連座して有罪判決を受けるが、翌年、控訴院で逆転無罪となり、その後も1914年の阿片法改正、1918年の家禄賞典禄処分に関する法律の設置に関わる。
1918年には拓殖局長官に就任し、朝鮮平元鉄道急設に関する建議案を主導した。しかしながら翌年、大連で発覚した阿片密輸事件を首謀していたことが判明し、帝国議会にても糾弾を受ける。1920年には南満州鉄道株式会社の株式引受に関する法律案特別委員会に出席するなどしていたが、1923年、阿片密輸事件での有罪（執行猶予3年）が確定し、1月23日の貴族院本会議を病欠して以後は失脚した。
事業家としては大日本著作権代表取締役、日本重工業取締役、古賀銀行の在外会社（「外数会社」）の重役を歴任。1942年（昭和17年）10月11日死去。

## 経歴
- 1858年1月 - 鍋島藩（現在の佐賀県）に生まれる
- 1874年 - 佐賀の乱に賊軍として加わるが、処分を免れる
- 1884年 - 司法省法学校正則科を卒業、検事補となる
- 1886年 - 検事となる
- 1889年 - フランス、ドイツに出張
- 1890年 - 帰国、東京地方裁判所検事となる
- 1892年 - 刑法審査委員会委員に任ぜられる
- 1898年 - 大審院検事
- 1899年 - 慶應義塾大学部政治科教授（刑法担当）
- 1902年 - 大審院判事
- 1906年 - 内務省警保局長（1908年まで）
- 1910年 - 法学博士の学位を受ける。法政大学専任理事となる（1913年まで）[2]
- 1911年 - 内務省警保局局長（1912年まで）
- 1912年12月5日 - 貴族院議員に勅任される[3]
- 1913年 - 警保局長在任中の「中華民国紙幣偽造事件」に連座して、東京地方裁判所で懲役3年の刑を言い渡される
- 1914年 - 東京控訴院で無罪の判決を受ける
- 1918年 - 拓殖局長官となる
- 1919年 - 阿片事件を起こす
- 1921年 - 依願免官
- 1922年 - 関東州地方法院で収賄罪により懲役6月執行猶予3年の刑を言い渡される
- 1923年 - 関東州高等法院でさらに阿片密売を加えて懲役1年6月執行猶予3年の刑を言い渡され、確定する
- 1923年10月13日 - 有罪確定に伴い、貴族院令第10条第1項により貴族院議員を除名される[4][5]
- 1924年 - 1月23日付で正四位返上を命じられ、同1月21日付で勲二等及び大礼記念章を褫奪された[6]。
- 1942年10月11日 死去、85歳

## 栄典
位階
- 1898年（明治31年）12月10日 - 従五位[7]
- 1919年（大正8年）1月30日 - 正四位[8]
  - 1924年（大正13年）1月23日 - 位記返上

勲章等
- 1900年（明治33年）12月20日 - 勲四等瑞宝章[9]
- 1903年（明治36年）5月21日 - 旭日小綬章、金杯一個[10]
- 1906年（明治39年）6月30日 - 勲三等瑞宝章[11]

## 著書
- 『刑法新論』（初版1898年、改版第6版1903年）

## 親族
- 古賀源吾 - 佐賀県士族。 [12]
- 石田チカ - 佐賀県、石田五左衛門の長女。源吾の妻。
  - 古賀廉造
  - 伊地知ミト - 妻。京都府士族で多額納税者の伊地知光朗（京都電燈会）の叔母。
    - 古賀邦夫　- 長男。日本大学工学部講師。
    - 白仁與代　- 日本郵船社長の白仁武の長女。邦夫の妻。
      - 古賀千恵 - 長女。
      - 古賀泰夫 - 長男。
        - 古賀千嘉 - 泰夫の二女。

      - 古賀千穂 - 二女。
      - 臼杵善三郎 - 千穂の夫。兵庫県。
      - 古賀喜久子 - 泰夫の三女。宮内震志の養女となる。ツルとも。
      - 宮内憲志 - 喜久子の夫。東京府士族。鹿児島県とも。
      - 古賀輝夫 - 泰夫の二男。福岡県桜井正実の養子となり家督を相続。
      - 古賀隆夫 - 泰夫の三男、分家。
      - 古賀龍夫 - 泰夫の四男、分家。